# Roxania utriculus
Roxania utriculus är en snäckart som först beskrevs av Brocchi 1814.  Roxania utriculus ingår i släktet Roxania och familjen Cylichnidae. Enligt den svenska rödlistan är arten nära hotad i Sverige. Arten förekommer i Götaland. Artens livsmiljö är havet. Inga underarter finns listade i Catalogue of Life.